# Blood Inside
Blood Inside è il sesto album della band norvegese Ulver. 
È anche il primo disco da cui il gruppo trae un video ufficiale, per la traccia "It Is Not Sound". Il video è stato girato dalla Acoustic Kung Fu Films! nel 2004. A causa della realizzazione del video, la data di uscita del disco è slittata al 2005.
La dichiarazione degli Ulver che il video è stato girato da un "imitatore di Kenneth Anger" (with a Kenneth Anger impersonator behind the camera) ha suscitato la reazione irata del regista. Gli Ulver hanno successivamente corretto la precedente dichiarazione, non senza una certa ironia.

## Stile
Il disco segna una nuova evoluzione della musica degli Ulver. Nel tessuto sonoro fanno la loro comparsa generi molto differenti quali rock, jazz, musica classica, musica industriale e musica elettronica.
La canzone "It Is Not Sound" è pesantemente basata sulla Toccata e fuga in Re minore di Johann Sebastian Bach. La melodia principale suonata dalle tastiere è tratta dal lavoro di Bach, ed altri estratti sono udibili sullo sfondo.
I testi di "Christmas" sono stati adattati dall'omonimo poema scritto nel 1922 dall'autore portoghese Fernando Pessoa.

## Tracce
1. "Dressed in Black" – 7:06
2. "For the Love of God" – 4:11
3. "Christmas" – 6:15
4. "Blinded by Blood" – 6:22
5. "It Is Not Sound" – 4:37
6. "The Truth" – 4:01
7. "In the Red" – 3:30
8. "Your Call" – 6:07
9. "Operator" – 3:36

## Formazione

### Gruppo
- Kristoffer Rygg (Garm, Trickster G., G. Wolf, Fiery G. Maelstrom) – voce
- Jørn H. Sværen – chitarra, basso, tastiere, sintetizzatori, effetti
- Tore Ylwizaker – batteria, violino, sax

### Collaboratori
- Bosse – assolo di chitarra chitarra in "For the Love of God"
- Carl Michael Eide (Czral) - percussioni
- Jeff Gauthier – violino in "Your Call"
- Håvard Jørgensen (Haavard) - chitarra in "Dressed in Black", "For the Love of God" e "Your Call"
- Mike Keneally – chitarra in "Christmas", assolo in "Operator"
- Andreas Mjos – vibrafono in "Blinded by Blood" e "In the Red"
- Maja Ratkje – cori in "Your Call"
- Knut Aalefjær – batteria e percussioni su "For the Love of God", "Christmas" ed "Operator"

## Altri contributi
- Trine Paulsen, Kim Sølve – Copertina
- Ronan Chris Murphy – Produzione
- Audun Strype – Mastering